# Bogusław Drożdż
Bogusław Adam Drożdż (ur. 13 grudnia 1963 w Bolesławcu) – polski duchowny katolicki, teolog, specjalizujący się w teologii pastoralnej, profesor nadzwyczajny Papieskiego Wydziału Teologicznego we Wrocławiu. Od czerwca 2018 proboszcz parafii pw. Matki Bożej Królowej Polski w Legnicy.

## Życiorys
Urodził się 13 grudnia 1963 r. w Bolesławcu jako syn Karola i Teresy z domu Ponikarczyk. Po ukończeniu Szkoły Podstawowej w rodzinnych Raciborowicach, rozpoczął w 1978 r. naukę w Liceum Ogólnokształcącym w Bolesławcu. Egzamin dojrzałości złożył w 1982 r. W czerwcu tego roku złożył podanie z prośbą o przyjęcie na pierwszy rok studiów Politechniki Wrocławskiej, na Wydział Organizacji i Zarządzania. Po rocznej obecności na Politechnice, idąc za głosem powołania kapłańskiego, wstąpił do Wyższego Seminarium Duchownego we Wrocławiu.
W 1989 r. ukończył Metropolitalne Wyższe Seminarium Duchowne we Wrocławiu następnie obronił egzamin magisterski na podstawie pracy pt. Pluralizm społeczny w świetle Konstytucji duszpasterskiej o Kościele w świecie współczesnym " Gaudium et spes", napisanej pod kierunkiem ks. prof. Józefa Majki. 22 maja 1989 r. przyjął sakrament święceń z rąk kard. Henryka Gulbinowicza w Katedrze Wrocławskiej. Jako neoprezbiter  został skierowany do pracy duszpasterskiej w parafii Chojnów, gdzie w charakterze wikarego był tam 2 lata. W 1991 r. został skierowany na studia specjalistyczne w zakresie teologii praktycznej na Katolickim Uniwersytecie Lubelskim.
W 2004 r. został kanonikiem honorowym Legnickiej Kapituły Katedralnej. W latach 2007–2012 był sekretarzem generalnym I Synodu Diecezji Legnickiej. W 2010 r. obronił pracę habilitacyjną pt. „Posługa społeczna Kościoła. Studium pastoralne w świetle nauczania współczesnego Kościoła” na Papieskim Wydziale Teologicznym we Wrocławiu. W 2015 r. został członkiem powołanego przez biskupa legnickiego Zbigniewa Kiernikowskiego zespołu diecezjalnego ds. przygotowania procesu beatyfikacyjnego księcia Henryka II Pobożnego. Wychowanek ks. Tadeusza Jaworskiego i ks. Zbigniewa Domagały z parafii św. Michała Archanioła w Raciborowicach Górnych.

## Pełnione funkcje
- kierownik Katedry Nowej Ewangelizacji (Teologii Pastoralnej Ogólnej) Instytutu Teologii Pastoralnej[9]
- wykładowca metodologii i teologii pastoralnej w Wyższym Seminarium Duchownym Diecezji Legnickiej[10]
- członek zespołu ds. Nowej Ewangelizacji przy Konferencji Episkopatu Polski[11]
- dyrektor Biblioteki im. Jana Pawła II WSD w Legnicy[12]
- dyrektor Diecezjalnego Centrum Edukacyjnego w Legnicy[13]
- redaktor naczelny półrocznika Perspectiva. Legnickie Studia Teologiczno-Historyczne[14][15]
- proboszcz parafii pw. Matki Bożej Królowej Polski w Legnicy
- redaktor naczelny kwartalnika Społeczeństwo. Studia, prace badawcze i dokumenty z zakresu nauki społecznej Kościoła[16]

## Publikacje
Wybrane publikacje:
- Wychowawcza funkcja Kościoła w społeczeństwie pluralistycznym. Studium pastoralne. Legnica: Wyższe Seminarium Duchowne Diecezji Legnickiej, 1997. ISBN 83-86882-45-X.
- Godzinka kultury. Legnica 2003. ISBN 83-88555-04-9. ISBN 83-89204-01-0.
- Posługa Społeczna Kościoła. Legnica: Biblioteka im. Jana Pawła II Wyższego Seminarium Duchownego Diecezji Legnickiej, 2009. ISBN 978-83-89204-25-7. Brak numerów stron w książce
- Kultura czy jogurt. Legnica: Biblioteka im. Jana Pawła II Wyższego Seminarium Duchownego Diecezji Legnickiej, 2015. ISBN 978-83-64013-24-9. Brak numerów stron w książce
- Obudź się kulturo! Legnica 2016. ISBN 978-83-64013-34-8.

## Odznaczenia
- Medal Komisji Edukacji Narodowej (2013)[18]